# Scotorepens orion
Scotorepens orion là một loài động vật có vú trong họ Dơi muỗi, bộ Dơi. Loài này được Troughton mô tả năm 1937.